# Tercera División de fútbol sala
La Tercera División RFEF de FútSal (hasta la temporada 2010-2011 se llamaba Primera Nacional "B") es la cuarta división del fútbol sala español. Es la inmediatamente inferior a la Segunda División B. Es una categoría de carácter nacional perteneciente a la Real Federación Española de Fútbol, aunque está gestionada por las federaciones territoriales, por lo que su ámbito geográfico es autonómico y no estatal.

## Sistema de competición
En la temporada 2013/2014, los equipos están divididos en 19 grupos, generalmente uno por cada Comunidad Autónoma, aunque algunas (como Cataluña, Comunidad Valenciana y Andalucía) tienen dos, la excepción es Navarra que no cuenta con grupo.
Los equipos de cada grupo se enfrentan entre sí de local y visita, siguiendo un sistema de todos contra todos. No todos los campeones ascienden directamente. Los campeones de los grupos con menos de 14 equipos juegan una eliminatoria de play-off con otros segundos.
Descienden a la categoría Territorial los dos últimos equipos clasificados de cada uno de los grupos, siendo competencia de cada Federación Territorial las posibilidad de modificar el número de descendidos.
Los equipos filiales pueden participar en Tercera División si sus primeros equipos compiten en una categoría superior (Primera División, Segunda División o Segunda División B). Los filiales y sus respectivos primeros equipos no pueden competir en la misma categoría; por ello, si el primer equipo desciende a la división donde se encuentra el filial, éste descenderá a su vez a la categoría inmediatamente inferior.
- Datos: Q9086062